# Laxne
Laxne är en småort som ligger i Gnesta kommun. Den gamla gränsen mellan Gåsinge socken och Dillnäs socken går genom samhället. Orten är beläget vid sjön Klämmingen och länsväg 223 mellan Björnlunda och Mariefred. 
Gränsen mellan socknarna ändrades ibland, så också i Laxne. Innan 1898 tillhörde Upp-Laxne eller Laxnetorp Dillnäs men "öfverfördt till Gåsinge på grund af Kongl Maj.d utslag d. 27 Maj 1898" enligt notering i husförhörslängden.

## Bildgalleri

Diversehandeln i Laxne, 1900-tal
Vy över orten, 1900-tal
En skolklass vid skolhuset i Laxne